# Седа Гювен
Седа Гювен (на турски: Seda Güven; род. 28 август 1984, Измир) е турска актриса.

## Биография
Седа Гювен е родена на 28 август 1984 година в град Измир, Турция.

## Филмография
| Година | Филм                                 | Роля          |        |
| ------ | ------------------------------------ | ------------- | ------ |
| 2002   | Ekmek Teknesi                        | Шале          | Сериал |
| 2005   | Ateşli Topraklar                     | Алев Баздаали | Сериал |
| 2007   | Elveda Derken                        | Еда           | Сериал |
| 2008   | Hepimiz Birimiz İçin                 | Зейнеп        | Сериал |
| 2010   | Пепел от рози (Fatmagül'ün Suçu Ne?) | Мелтем Яшаран | Сериал |